# 中央国家机关政府采购中心
中央国家机关政府采购中心，简称国采中心，是国家机关事务管理局直属事业单位，负责执行中央国家机关政府集中采购工作。

## 沿革
根据2002年《国务院办公厅关于印发中央国家机关全面推行政府采购制度实施方案的通知》（国办发〔2002〕53号）和中央编办《关于国务院机关事务管理局成立中央国家机关政府采购中心的批复》（中央编办复字〔2002〕163号），中央国家机关政府采购中心于2003年1月10日成立，是中央国家机关政府集中采购的执行机构，并且是经过注册的事业单位法人。该中心组织实施集中采购活动不收取任何费用。

## 职责
“负责统一组织实施中央国家机关政府集中采购目录中的项目采购，制定集中采购操作规程，负责集中采购业务人员的培训，办理其他采购事务等。”

## 机构设置
- 办公室
- 综合监管处
- 采购一处
- 采购二处
- 采购三处
- 采购四处
- 项目评审处
- 信息服务处[1][2]

## 历任领导
| 主任 - 尚晓汀（2003年—2007年） - 陈建明（2008年8月—2011年5月） - 王力达（2011年—2015年） - 贾庆玲（2015年—） 副主任 - 任新辉（2003年—？） - 张卫星（2003年—？） - 张振国（？—？） - 肖国尧（？—？） - 李春杰（？—，兼纪委书记） - 赵绪选（？—） | 党委书记 - 翟凤玲（2003年—？） - 马继红（？—2011年） - 李金芳（2011年—？） - 汪洋（？—） |